# Igor Vszevolodovics Girkin
Igor Vszevolodovics Girkin (orosz: И́горь Все́володович Ги́ркин; 1970. december 17.), más néven Igor Ivanovics Sztrelkov (И́горь Ива́нович Стрелко́в) az orosz hadsereg veteránja, az Orosz Föderáció Szövetségi Biztonsági Szolgálatának (FSZB) volt tisztje, aki kulcsszerepet játszott a Krím-félsziget orosz annektálásában, majd a donbászi háborúban, mint a Donyecki Népköztársaság fegyveres csoportjainak szervezője.
Miközben Szlovjanszk 2014-es ostrománál szeparatista fegyveresek egy csoportját vezette, befolyásra tett szert, a Donyecki Népköztársaságban, - Oroszország bábállamában - védelmi miniszteri posztra nevezték ki. 
2014 augusztusában bocsátották el állásából, amikor a Malaysia Airlines 17-es járatát lelőtték. A holland ügyészség tömeggyilkossággal vádolta meg másokkal egyetemben,   és nemzetközi elfogatóparancsot adtak ki ellene.  Girkin elismerte az "erkölcsi felelősségét", de tagadta, hogy ő adott volna utasítást a gép lelövésére.  A holland ügyészség 2022. november 17-én bűnösnek találta a gép 298 utasának halálában és életfogytiglani börtönbüntetést mondtak ki rá. 
Girkin magát orosz nacionalistának mondja, akit az ukrán hatóságok terrorizmussal vádoltak  és 100 ezer dolláros vérdíjat tűztek ki a fejére.
Az Európai Unió, az Egyesült Államok, az Egyesült Királyság, Ausztrália, Japán, Kanada, Svájc és Ukrajna szankciókkal sújtotta a kelet-ukrajnai fegyveres konfliktusban játszott vezető szerepéért. 
A 2022-es orosz ukrajnai invázió során hadibloggerként kapott figyelmet, erős háborúpárti álláspontot képviselve, de hevesen bírálta az orosz hadsereget, alkalmatlansága miatt  és egyben Jevgenyij Prigozsint is.